# Sistema difensivo di Ruvo di Puglia
(Cantalicio, De bis recepta parthenope Gonsalviae)

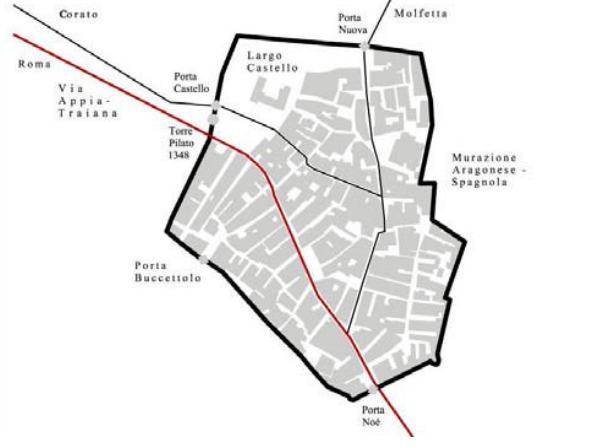
Il sistema di fortificazioni di Ruvo

Il sistema difensivo di Ruvo di Puglia ha costituito la caratteristica primaria del borgo ruvestino in età medievale. Composto da possenti mura, il cui tracciato tuttora delimita i confini del centro storico, era dotato di quattro porte e di ben sette torri, tra le quali la più alta era la Torre del Pilota. Un ruolo fondamentale era svolto dal Castello, costruito a nord di Ruvo a ridosso delle mura. Gli ingressi al borgo antico e la cinta muraria furono abbattute nel 1820 principalmente per questioni di igiene pubblica, tuttavia sono ancora esistenti alcune torri e una parte originaria del Castello. Il sistema difensivo di Ruvo ha spesso consentito alla cittadina di resistere a lungo agli assedi ma anche di essere scelta come roccaforte dalle potenze dominanti, basti ricordare il ruolo svolto nella battaglia di Ruvo.

## La cinta muraria

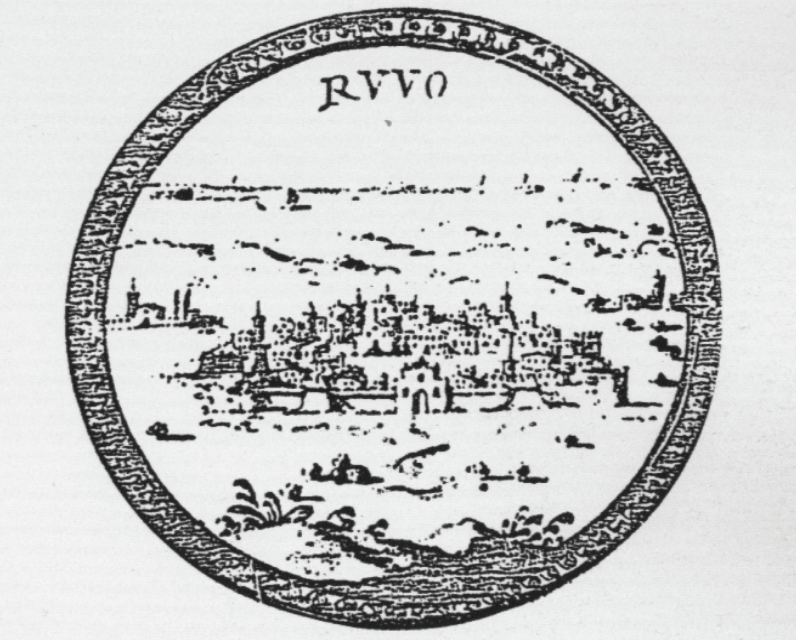
Ruvo vista da Porta Noé nel 1708, illustrazione di Cassiano de Silva

Ruvo ha da sempre costituito un punto strategico per le sorti politiche e militari della Terra di Bari. Già i Romani compresero l'importanza di cingere di mura una città, all'epoca florida e strategicamente importante poiché attraversata dalla via Traiana. La città però si dotò effettivamente di mura intorno al VI secolo dopo gli attacchi dei Goti e dei Saraceni. Tuttavia le primitive mura furono distrutte nel 1350 dall'assalto di Ruggiero Sanseverino e dunque ricostruite e potenziate, poiché furono dotate di una nuova torre, la Torre del Pilota. Nell'età moderna la barriera difensiva fu dotata di portelle, o meglio archi, che consentivano alla popolazione di muoversi più rapidamente all'interno della città, senza dover compiere lunghi tragitti. A seguito della battaglia di Ruvo del 1503, le mura furono nuovamente rinforzate e così restarono fino alla prima metà dell'Ottocento. Tuttavia la negligenza nella cura della cinta muraria e la necessità di espandersi all'esterno dei confini dell'antico borgo ma anche per via delle malsane acque dei fossati, le mura furono abbattute quasi totalmente, tranne per il tratto a sud-est.
Ruvo era dotata di quattro porte, ovvero Porta Noé, Porta del Buccettolo, Porta Castello e Porta Nuova. Porta Noé, detta anche Noha o Noja, era la più importante poiché immetteva subito nel cuore del borgo antico ed era particolarmente vicina alla sede dell'Universitas ruvese.
La porta del Buccettolo (dal latino Bucetum, ovvero pascolo per buoi) era stata edificata nei pressi di uno spazio verde adibito a pascolo.
La porta del Castello, o semplicemente porta Castello, prendeva il nome dal castello di Ruvo esistente a pochi passi dalla porta.
Porta Nuova indicava invece la porta di più recente costruzione sita a nord del borgo in direzione dell'antica collina su cui era sorta Ruvo.

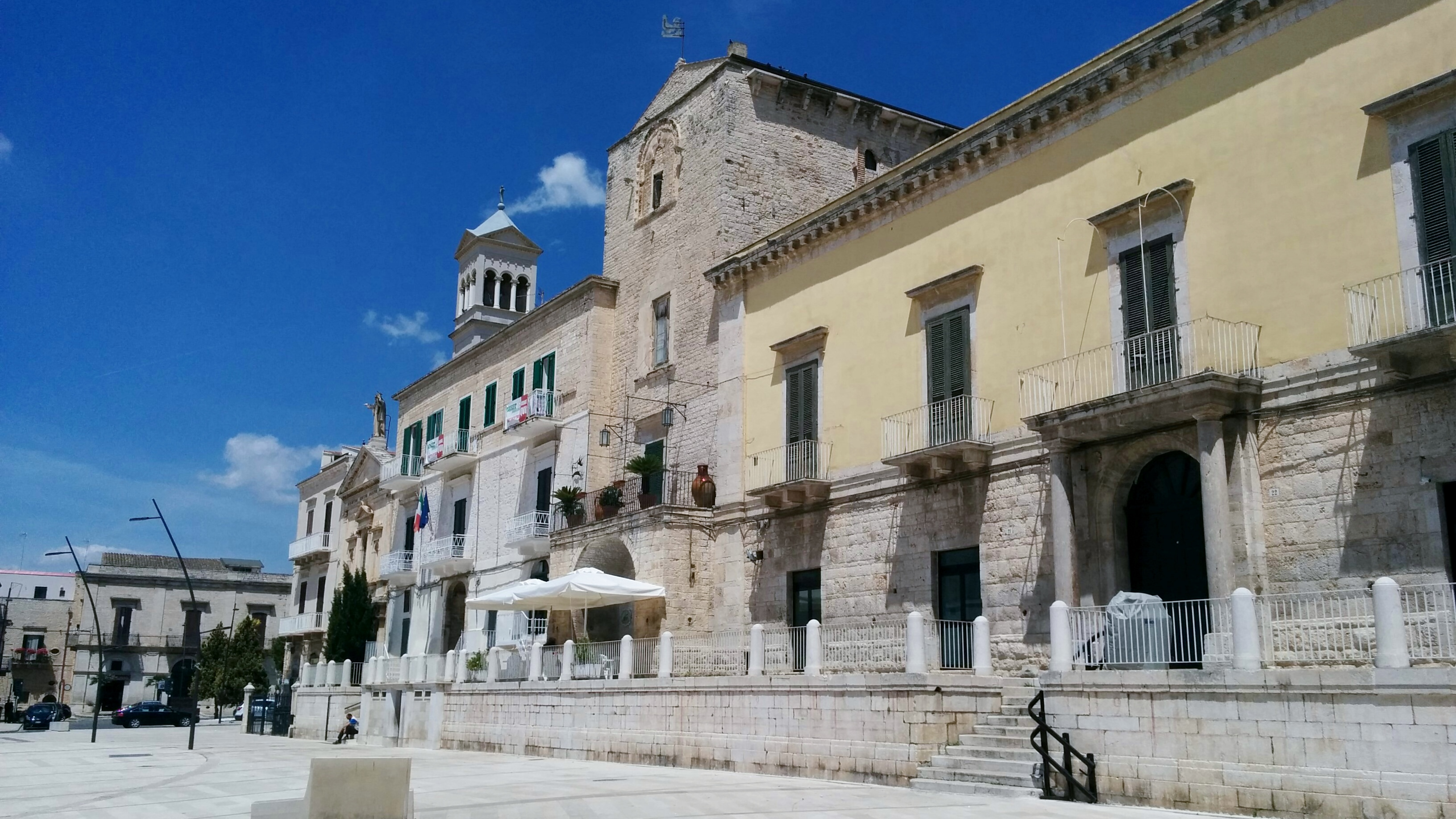
I resti del Castello

Tuttavia le possenti mura per essere definite tali non erano provviste solo di porte ma anche di torri e torrioni. L'antico borgo doveva essere dotato di sette torri, tra queste le più alta era il campanile della Cattedrale, tuttora esistente e risalente all'XI secolo, seguita dalla Torre del Pilota, alta 33 metri, si ergeva sul grande ovale di piazza Matteotti, di rimpetto al Castello, terza per altezza era la Torre dell'Orologio, costruita nel XVII secolo ed ancora in funzione, e infine la torre quadrangolare del Castello. A nord-ovest della cinta muraria si erge un'altra torre a pianta quadrata di età aragonese, ora adibita ad abitazione in via Parini.
Se la porta Nuova era sorvegliata da quest'ultima torre e porta Castello dalla Torre del Pilota e dal Castello stesso, la porta Noé era difesa da due possenti torrioni, risalenti al periodo aragonese e giunti fino ai nostri giorni.

## Il Castello
Il Castello fu probabilmente costruito in età normanna con pianta quadrangolare costituito da due edifici al cui centro si innalza la torre tuttora esistente. Inizialmente questa fortezza era costituita solo dalla torre, risalente al X o XI secolo, da cui era possibile controllare le quattro porte della città e le vie alle quali era collegata: a ovest era possibile controllare la via Traiana verso Canosa di Puglia, a nord e a sud si poteva tenere sotto controllo la via per Gravina e le coste del mare Adriatico, mentre da est si poteva guardare il centro abitato. Nel XV secolo fu costruita la cannoniera e divenne roccaforte prima dei francesi e poi degli spagnoli. Dal 1510, il Castello perse la sua funzione militare e divenne residenza conteale dei Carafa. Col passare del tempo il complesso fu totalmente rivoluzionato e i due settori del Castello che si diramavano dalla torre quadrangolare, furono ristrutturati e adibiti a palazzi. Dell'antico Castello è tuttora esistente soltanto la torre e l'atrio.

## La Torre del Pilota

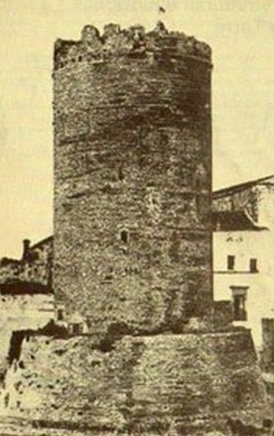
Foto del XIX secolo della Torre del Pilota

La torre distava dal Castello 25 metri, era composta da quattro piani e si ergeva per 33 metri con un diametro esterno di 13,20 metri. Costruita intorno al XIV secolo, occupava il lato occidentale dell'attuale piazza Matteotti e concepita come strumento di difesta, fu trasformata durante la dominazione spagnola e sotto il comitato dei Carafa in prigione. La murature era composta da pietra naturale unita da malta. Con lo svilupparsi delle armi da fuoco, la torre fu dotata di un rivellino per limitare i possibili danni, sebbene la sua installazione oscurò completamente i primi due piani. Nel XVII secolo fu firmato un concordato tra l'Universitas di Ruvo e i Carafa che permise di terminare l'uso del baluardo come prigione, una sorta di Bastiglia ruvese. Abolito il feudalesimo nei primi anni dell'Ottocento, i conti di Ruvo vendettero il castello e la Torre alla famiglia Montaruli che nel 1878 cedettero il complesso difensivo al comune di Ruvo.
Nella ristrutturazione della Torre, l'amministrazione comunale decise di eliminare il bastione, questo indebolì di molto la già precaria struttura della torre, e scelse di impiantare l'ufficio telegrafo all'interno. La Torre però era malvista dai nobili locali che abitavano nei pressi della piazza e spesso inviavano manipoli di uomini per indebolire ulteriormente l'edificio. Alle ore 22:00 del 18 febbraio 1881 la Torre crollò.